# Selle autrichien
Le Selle autrichien (allemand : Österreichisches Warmblut) est un stud-book de chevaux de sport issus de demi-sangs, originaire d'Autriche et sélectionné sur ses performances sportives. Cette sélection est supervisée par l’Arbeitsgemeinschaft für Warmblutzucht in Österreich (Association d'élevage de chevaux de sport en Autriche, AWÖ). Bien que le stud-book recense des chevaux de saut d'obstacles et de dressage provenant de nombreux pays, la jumenterie de base de la race est constituée de juments locales à la longue histoire. L'AWÖ tient un stud-book ouvert, pour y faire entrer des juments et des étalons au terme d'inspections rigoureuses, avant d'être admis en réserve d'élevage.

## Histoire
Selon le standard, le selle autrichien est né d'une jumenterie de vieux chevaux de cavalerie autrichiens, tels que des Nonius, Furioso-North Star, Shagya et Gidrans. 

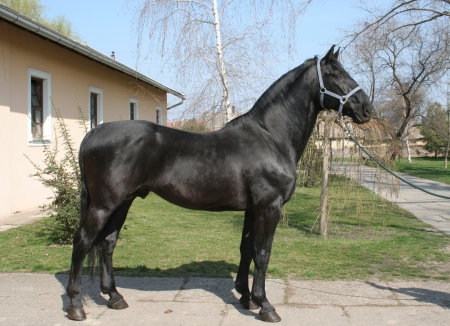
Nonius
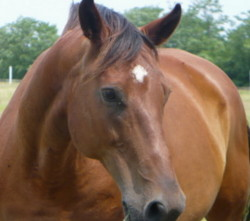
Furioso North Star
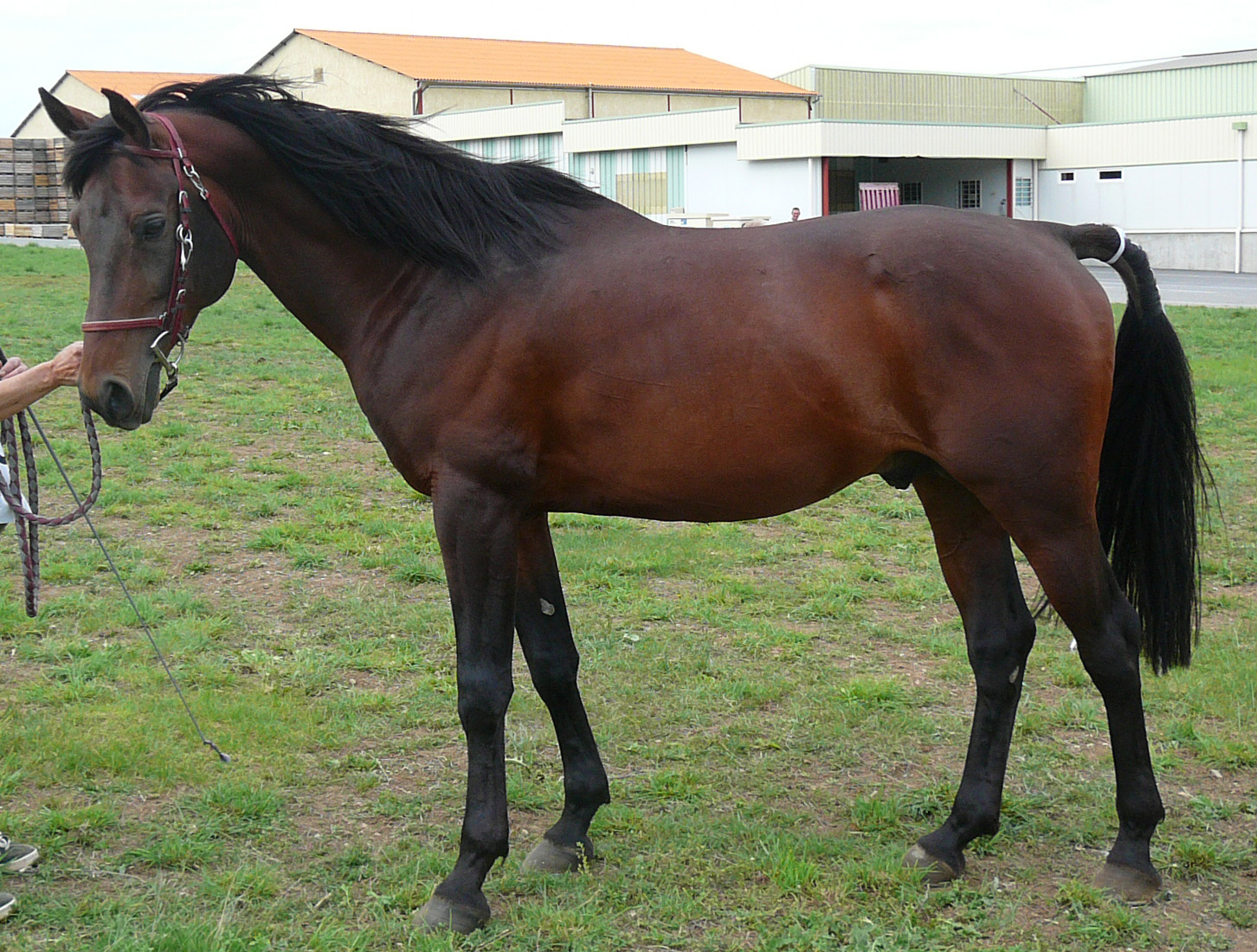
Shagya
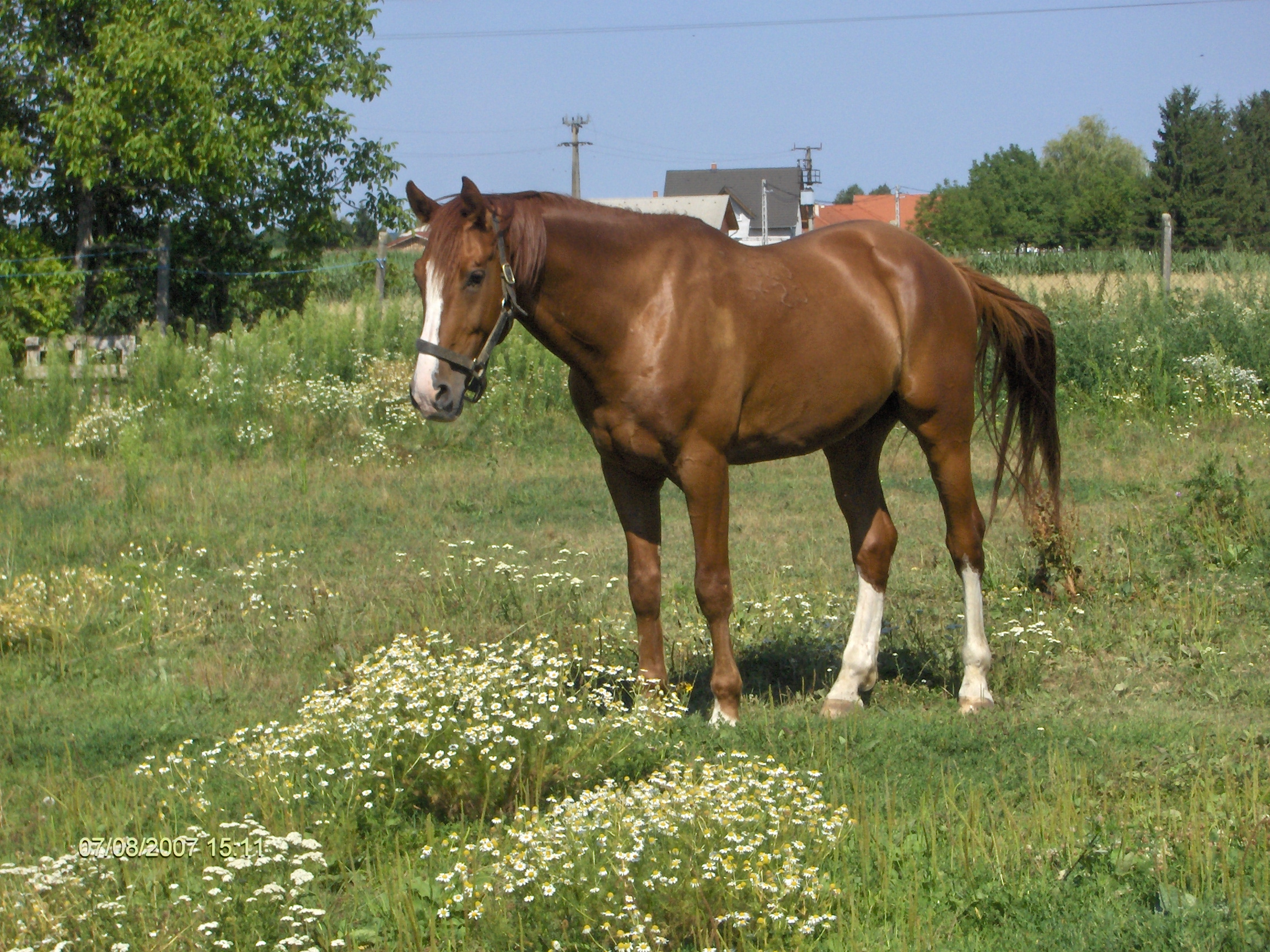
Gidran

## Description
La combinaison des types Nonius et de types Arabes, influencée par le Shagya et le Gidran, donnent un large éventail de morphologies possibles, en particulier pour la forme de la tête. La morphologie recherchée est celle d'un animal d'allure noble et longiligne, un cheval de sport correct et puissant doté d'un bon mouvement et de bonnes capacités de saut, adapté à tout type d'équitation de loisir. Les recherches d'une bonne maniabilité, d'un bon caractère, de volonté et de tempérament équilibré sont d'une grande importance pour les éleveurs autrichiens.
Toutes les races employées en croisement doivent mesurer au moins 1,58 m au garrot, la taille idéale étant située entre 1,64 m et 1,68 m. Les Shagya font exception, puisqu'ils sont autorisés à partir de 1,50 m. Idéalement, la circonférence de l'os du canon doit se situe entre 20 et 22 cm.

### Robe
L'AWÖ ne rejette aucune robe ni aucune marque, mais les vieux demi-sangs autrichiens ont tendance à présenter une couleur uniforme, permettant de mieux équilibrer les attelages à plusieurs. Par exemple, le Nonius est presque uniformément de robe sombre (Bai foncé ou noir) et non marqué, le Gidran est bai foncé ou alezan, le Shagya est généralement gris. Par conséquent, les couleurs de robe en dehors des habituels noir, bai-brun, bai, alezan et gris doivent probablement être introduites à partir de sources extérieures. Bien qu'il y ait un stud-book Pinto sous la responsabilité de la ZAP, aucun des étalons actuellement mis à la reproduction en Autriche ne porte une couleur de robe inhabituelle.

### Sélection
Le perfectionnement de la race découle de l'ajout de sang Shagya et Trakehner. Les races de travail telles que le Quarter Horse, le Lipizzan, le Kladruber, les poneys, les trotteurs, les chevaux d'allures et les races ayant d'autres spécialités ne sont pas autorisées à entrer dans le pedigree du selle autrichien. Les chevaux de sport de lignées étrangères ont été et continuent d'être utilisés pour produire un cheval plus adapté au saut d'obstacles et au dressage tels qu'ils se pratiquent actuellement. L'objectif de reproduction est assuré par un système complet de tests de performance pour les juments et des étalons, conduisant à une meilleure sélection des qualités en dressage et saut d'obstacles.
Par le passé, les chevaux autrichiens avaient peu de variation dans les noms enregistrés. La plupart des chevaux ont le nom de leur famille (Furioso, par exemple) et une combinaison de chiffres romains et arabes. Désormais, un poulain selle autrichien porte un nom commençant par la même lettre que le nom de son père (Belmondo par Belluno, par exemple), et une pouliche un nom commençant par la même lettre que le nom de sa mère (Dragona par Dravida, par exemple). Le moyen le plus fiable pour reconnaître un selle autrichien est la marque, qui est apposée aux poulains sur la hanche gauche et prend la forme d'un « A » stylisé.
La race est fortement touchée par les épidémies d'artérite virale équine, on estime que 55 à 93 % des étalons sont positifs à la production d'anticorps contre la maladie.

## Utilisations
Le selle autrichien est élevé pour le saut d'obstacles et le dressage, mais aussi comme chevaux de loisir sous la selle d'amateurs. Des procédures de sélection rigoureuses empêchent les chevaux qui ne répondent pas à la norme d'entrer en élevage.

## Diffusion de l'élevage
Son niveau de menace est considéré comme « en danger critique d'extinction » par la FAO, en 2007. Bien qu'il s'agisse d'un cheval élevé nationalement en Autriche, ses performances sportives lui permettent une reconnaissance internationale. Le stud-book compte environ 2 500 juments et 80 étalons.